# Opere di Paris Bordon

## Elenco dei dipinti
Di seguito un elenco dei principali dipinti di Paris Bordon in ordine cronologico.
| Immagine | Titolo                                                                         | Data           | Tecnica                             | Dimensioni in cm                | Luogo di conservazione                                 | Città              | Paese                            | Attribuzione e note                                                                         |
| -------- | ------------------------------------------------------------------------------ | -------------- | ----------------------------------- | ------------------------------- | ------------------------------------------------------ | ------------------ | -------------------------------- | ------------------------------------------------------------------------------------------- |
|          | San Giorgio e il drago                                                         | 1530 circa     | olio su tela                        | 290 x 189 cm                    | Pinacoteca Vaticana                                    | Città del Vaticano | Città del Vaticano               |                                                                                             |
|          | Sacra Conversazione con San Giovanni Battista e San Giorgio                    | 1530 circa     | olio su tela                        | 90 x 120 cm                     | Museo Puškin delle belle arti                          | Mosca              | Russia                           |                                                                                             |
|          | Apparizione della Sibilla ad Augusto                                           | 1550 circa     | olio su tela                        | 165 x 230 cm                    | Museo Puškin delle belle arti                          | Mosca              | Russia                           |                                                                                             |
|          | Adorazione dei pastori                                                         | 1550 circa     | olio su tela                        | ??                              | Duomo                                                  | Treviso            | Italia                           |                                                                                             |
|          | Sacri Misteri                                                                  | 1551           | olio su tavola                      | 86,5 x 129 cm                   | Duomo                                                  | Treviso            | Italia                           | Nella sagrestia dei canonici                                                                |
|          | San Girolamo nel deserto                                                       | 1520-1525      | olio su tela                        | 70 x 87 cm                      | Philadelphia Museum of Art                             | Filadelfia         | Stati Uniti                      |                                                                                             |
|          | Sposalizio della Vergine                                                       | 1540 circa     |                                     |                                 | Musée des Beax-Arts                                    | Caen               | Francia                          |                                                                                             |
|          | Annunciazione                                                                  | 1545-1550      | olio su tela                        | 102 x 196 cm                    | Musée des Beax-Arts                                    | Caen               | Francia                          |                                                                                             |
|          | Annunciazione                                                                  | 1555 circa     | olio su tela                        | 99 x 134 cm                     | Pinacoteca Nazionale                                   | Siena              | Italia                           |                                                                                             |
|          | Cristo si accomiata dalla Madonna                                              | 1520           | olio su tela trasferito da pannello | 83,2 × 73 cm                    | Philadelphia Museum of Art                             | Filadelfia         | Stati Uniti                      |                                                                                             |
|          | Allegoria con Marte, Venere, Vittoria e Cupido                                 | 1560 circa     | olio su tela                        | 109x176 cm                      | Kunsthistorisches Museum                               | Vienna             | Austria                          |                                                                                             |
|          | Allegoria con Marte, Venere, Flora e Cupido                                    | 1560 circa     | olio su tela                        | 110x176 cm                      | Kunsthistorisches Museum                               | Vienna             | Austria                          |                                                                                             |
|          | Combattimento di gladiatori                                                    | 1560 circa     | olio su tela                        | 218x329 cm                      | Kunsthistorisches Museum                               | Vienna             | Austria                          |                                                                                             |
|          | Ragazza alla toilette                                                          | 1550 circa     | olio su tela                        | 102x81 cm                       | Kunsthistorisches Museum                               | Vienna             | Austria                          |                                                                                             |
|          | Donna con il mantello verde                                                    | 1550 circa     | olio su tela                        | 102 x 77,5 cm                   | Kunsthistorisches Museum                               | Vienna             | Austria                          |                                                                                             |
|          | Venere e Adone                                                                 | 1560 circa     | olio su tela                        | 115 x 131 cm                    | Kunsthistorisches Museum                               | Vienna             | Austria                          |                                                                                             |
|          | Ninfa e cacciatore                                                             | 1550-1560      | olio su tela                        | 45 x 61 cm                      | Kunsthistorisches Museum                               | Vienna             | Austria                          |                                                                                             |
|          | Ritratto di Nikolaus Körbler                                                   | 1532           | olio su tela                        | 100 x 78 cm                     | Liechtenstein Museum                                   | Vienna             | Austria                          |                                                                                             |
|          | Ritratto di uomo con barba                                                     | 1532           | olio su tela                        | 98 x 84 cm                      | Liechtenstein Museum                                   | Vienna             | Austria                          |                                                                                             |
|          | Pala di San Lorenzo                                                            | 1562           | olio su tela                        | ??                              | Duomo                                                  | Treviso            | Italia                           |                                                                                             |
|          | Resurrezione di Cristo                                                         | 1562-1565      | olio su tela                        | 80 x 88 cm                      | Musei civici                                           | Treviso            | Italia                           |                                                                                             |
|          | Madonna in trono con bambino, San Giovanni Battista e San Girolamo             | 1559-1560      | olio su tela                        | 282 x 172 cm                    | Musei civici                                           | Treviso            | Italia                           |                                                                                             |
|          | Sant'Antonio Abate in trono tra san Vincenzo Ferrer e san Biagio               | ??             | olio su tela                        | 120,5 x 202 cm                  | Musei civici                                           | Treviso            | Italia                           |                                                                                             |
|          | Madonna con Bambino, San Girolamo e San Francesco                              | 1525           | olio su tavola                      | 74,9 x 97,8 cm                  | Los Angeles County Museum of Art                       | Los Angeles        | Stati Uniti                      |                                                                                             |
|          | Cristo discute nel Tempio                                                      | 1545 circa     | olio su tela                        | 163 × 229 cm                    | Isabella Stewart-Gardner Museum                        | Boston             | Stati Uniti                      |                                                                                             |
|          | Ritratto di donna                                                              | olio su tavola | 107 x 83 cm                         | Palazzo Pitti-Galleria Palatina | Firenze                                                | Italia             | Noto anche come Balia dei Medici |                                                                                             |
|          | Gli amanti veneziani                                                           | 1525-1530      | olio su tela                        | xx xx cm                        | Pinacoteca di Brera, sala VII                          | Milano             | Italia                           |                                                                                             |
|          | Battesimo di Cristo                                                            | 1548-1551      | olio su tela                        | 175 x 202 cm                    | Pinacoteca di Brera, sala XIV                          | Milano             | Italia                           |                                                                                             |
|          | La Vergine raccomanda san Domenico al Redentore                                | ??             | olio su tavola ??                   | 148 x 106 cm                    | Pinacoteca di Brera, sala XIV                          | Milano             | Italia                           |                                                                                             |
|          | Sacra Famiglia con sant'Ambrogio che presenta un offerente                     | ??             | olio su tavola ??                   | xx xx cm                        | Pinacoteca di Brera, sala XIV                          | Milano             | Italia                           |                                                                                             |
|          | Pentecoste                                                                     | ??             | olio su tavola ??                   | xx xx cm                        | Pinacoteca di Brera, sala XIV                          | Milano             | Italia                           |                                                                                             |
|          | Madonna con Bambino che dorme                                                  | 1540-1560      | olio su tela                        | 69,5 × 83,5 cm                  | Rijksmuseum                                            | Amsterdam          | Paesi Bassi                      |                                                                                             |
|          | Ritratto di giovane donna                                                      | 1543-1550      | olio su tela                        | 103 × 83 cm                     | Museo Thyssen-Bornemisza                               | Madrid             | Spagna                           |                                                                                             |
|          | Ritratto del gioielliere Gian Jacopo Caraglio                                  | 1552           | olio su tela                        | 139 × 106,5 cm                  | Castello del Wawel                                     | Cracovia           | Polonia                          |                                                                                             |
|          | Dafni e Chloe.                                                                 | 1535 circa     | olio su tela                        | 112 × 174 cm                    | Porczyński Gallery                                     | Varsavia           | Polonia                          |                                                                                             |
|          | Atena respinge le avances di Efesto                                            | 1555-1560      | olio su tela                        | xx × xx cm                      | University of Missouri - Museum of Art and Archaeology | Columbia           | Stati Uniti                      |                                                                                             |
|          | Perseo armato da Mercurio e Minerva                                            | 1545-1555      | olio su tela                        | 104 x 154 cm                    | Museum of Art                                          | Birmingham         | Stati Uniti                      |                                                                                             |
|          | Coppia di amanti (Dafni e Chloe)                                               | 1535-1550      | olio su tela                        | 139,1 × 122 cm                  | National Gallery                                       | Londra             | Regno Unito                      |                                                                                             |
|          | Cristo luce del mondo                                                          |                | olio su tela                        | 90,7 x 74,7 cm                  | National Gallery                                       | Londra             | Regno Unito                      |                                                                                             |
|          | Cristo battezza San Giovanni                                                   | 1565 circa     | olio su tela                        | 63,5 x 70,8 cm                  | National Gallery                                       | Londra             | Regno Unito                      |                                                                                             |
|          | Ritratto di giovane donna                                                      | 1545 circa     | olio su tela                        | 100,9 x 82,5 cm                 | National Gallery                                       | Londra             | Regno Unito                      |                                                                                             |
|          | Madonna con Bambino e san Sebastiano                                           |                | olio su tavola                      | 27 x 26,7 cm                    | Art Gallery Toi O Tamaki                               | Auckland           | Nuova Zelanda                    |                                                                                             |
|          | Gentiluomo con signora e figlia                                                | 1550 circa     | olio su tavola                      | ?? x ?? cm                      | Chatsworth House                                       | Derbyshire         | Regno Unito                      |                                                                                             |
|          | Ritratto di Thomas Stachel                                                     | 1540           | olio su tela                        | 107 x 86 cm                     | Museo del Louvre                                       | Parigi             | Francia                          |                                                                                             |
|          | Il dio Vertumno e la dea Pomona                                                | 1540 circa     | olio su tela                        | ?? x ?? cm                      | Museo del Louvre                                       | Parigi             | Francia                          |                                                                                             |
|          | Ritratto di gioielliere                                                        | 1530-1535      | olio su tela                        | 98 x 80,5 cm                    | Alte Pinakothek                                        | Monaco di Baviera  | Germania                         |                                                                                             |
|          | Ritratto di dama con figlio                                                    | 1535 circa     | olio su tela                        | 97 x 77 cm                      | Ermitage                                               | San Pietroburgo    | Russia                           |                                                                                             |
|          | Venere, Flora, Marte e Cupido                                                  | 1550 circa     |                                     | 108 x 129 cm                    | Ermitage                                               | San Pietroburgo    | Russia                           |                                                                                             |
|          | Allegoria                                                                      | 1558-1560      | olio su tela                        | 110 x 131 cm                    | Ermitage                                               | San Pietroburgo    | Russia                           |                                                                                             |
|          | Diana cacciatrice                                                              | 1550           | olio su tavola                      | 27,9 × 65,4 cm                  | Alexander Public Library                               | Alexander          | Stati Uniti                      | attribuzione                                                                                |
|          | Ritratto di Alvise Contarini                                                   | 1525-1550      | olio su tela                        | 94 × 70 cm                      | Museo d'arte di San Paolo                              | San Paolo          | Brasile                          |                                                                                             |
|          | Fanciulli con canestro d'uva                                                   | 1550 circa     | olio su tavola                      | 42 × 61 cm                      | Accademia Carrara                                      | Bergamo            | Italia                           |                                                                                             |
|          | Raccolta dell'uva                                                              | 1550 circa     | olio su tavola                      | 42 × 61 cm                      | Accademia Carrara                                      | Bergamo            | Italia                           |                                                                                             |
|          | Cristo Redentore con la Madonna e santa Teresa                                 | ??             | olio su tela                        | 70 × 78 cm                      | Accademia Carrara                                      | Bergamo            | Italia                           |                                                                                             |
|          | Cristo Redentore benedicente                                                   | ??             | olio su tela                        | 70 × 88 cm                      | Accademia Carrara                                      | Bergamo            | Italia                           |                                                                                             |
|          | Betsabea al bagno                                                              | 1549           | olio su tela                        | 234 x 217 cm                    | Wallraf-Richartz Museum                                | Colonia            | Germania                         |                                                                                             |
|          | Ratto di Proserpina                                                            |                | olio su tela                        | 137,5 x 124,5 cm                | Galleria Salamon                                       | Milano             | Italia                           |                                                                                             |
|          | Sacra conversazione con Sant'Omobono e donatore                                |                |                                     |                                 | Pinacoteca Nazionale di Siena                          | Siena              | Italia                           |                                                                                             |
|          | Riposo durante la fuga in Egitto                                               |                | olio su tavola                      | 76 x 100 cm                     | Musée des beaux-arts                                   | Bordeaux           | Francia                          | attribuito anche ad un Anonimo Veneto ed in antichità a Tiziano                             |
|          | Madonna con Bambino e santi                                                    | 1535           | olio su tavola di pioppo            | 296 x 179 cm                    | Gemäldegalerie                                         | Berlino            | Germania                         | a sinistra Papa Fabiano e San Rocco; a destra San Sebastiano e Santa Caterina d'Alessandria |
|          | Madonna con Bambino in trono tra Sant'Enrico d'Upsala e Sant'Antonio da Padova | 1550-1555      | olio su tavola di pioppo            | 219 x 114 cm                    | Pinacoteca provinciale di Bari                         | Bari               | Italia                           | Firmato sulla base della colonna: O. BORDONVS IN VENETIIS                                   |
|          | Madonna con Bambino, San Giorgio e San Cristoforo                              | 1525-1527      | olio su tela                        | 210 x 160 cm                    | Accademia Tadini                                       | Lovere             | Italia                           | nota anche come Pala Manfron                                                                |
|          | Consegna dell'anello al Doge                                                   | 1534           | olio su tela                        | 370 x 301 cm                    | Gallerie dell'Accademia                                | Venezia            | Italia                           |                                                                                             |
|          | Battesimo di Cristo                                                            | 1535-1540      | olio su tela                        | 129,5 x 132 cm                  | National Gallery of Art                                | Washington         | Stati Uniti                      | Collezione Widener                                                                          |
|          | Sacra Conversazione                                                            | ??             | ??                                  | ?? x ?? cm                      | Chiesa di San Giovanni Battista                        | Biancade           | Italia                           |                                                                                             |
|          | Ultima cena                                                                    | ??             | ??                                  | ?? x ?? cm                      | Chiesa di San Giovanni in Bragora                      | Venezia            | Italia                           |                                                                                             |
|          | Ritratto di cortigiane alla toletta                                            | 1540-1545      | olio su tela                        | 141 x 97 cm                     | National Galleries of Scotland                         | Edimburgo          | Regno Unito                      |                                                                                             |
|          | Riposo sulla via del ritorno dall'Egitto                                       | 1540 circa     | olio su tela                        | 140 x 104 cm                    | National Galleries of Scotland                         | Edimburgo          | Regno Unito                      |                                                                                             |
|          | Ritratto di cortigiana                                                         | ??             | olio su tela                        | 91 x 118 cm                     | Galleria Sabauda                                       | Torino             | Italia                           |                                                                                             |
|          | Commiato di Cristo dalla Madonna                                               | ??             | olio su tela                        | 99 x 182 cm                     | Musei civici agli Eremitani                            | Padova             | Italia                           |                                                                                             |
|          | Ritratto di gentiluomo in armatura                                             | 1535–1540      | olio su tela                        | 76 x 91 cm                      | North Carolina Museum of Art                           | Raleigh            | Stati Uniti                      |                                                                                             |
|          | Ritratto di uomo con spartito musicale                                         | 1550 circa     | olio su tela                        | 69 x 80,5 cm                    | Nasjonalmuseet                                         | Oslo               | Norvegia                         | Attribuito in passato ad Antonio Badile                                                     |
|          | Madonna in trono tra i santi Sebastiano e Rocco                                | 1535-1543      | olio su tela                        | ?? x ==,5 cm                    | Chiesa di Santa Maria Assunta                          | Valdobbiadene      | Italia                           |                                                                                             |

## Affreschi
| Immagine | Titolo | Data       | Tecnica   | Dimensioni in cm | Paese  | Città     | Luogo di conservazione           | Attribuzione e note |
| -------- | ------ | ---------- | --------- | ---------------- | ------ | --------- | -------------------------------- | ------------------- |
|          | Santi  | 1540 circa | affreschi | ?? x ?? cm       | Italia | Trichiana | Chiesa di Santa Croce a Pialdièr |                     |

### Opere perdute o disperse
| Immagine | Titolo                      | Data       | Tecnica      | Dimensioni in cm | Attribuzione e note                                                          |
| -------- | --------------------------- | ---------- | ------------ | ---------------- | ---------------------------------------------------------------------------- |
|          | Il tempo espone la bellezza | 1550 circa | olio su tela | 126 × 177 cm     | Proprietà della pinacoteca di Wilanów, andato perduto tra il 1939 ed il 1945 |

- Madonna con Bambino, San Giuseppe e San Giovannino, Feltre, Museo Civico.
- Venere addormentata con Cupido, 1540, olio su tela, 86 x 137 cm, Venezia, Ca' d'Oro, Galleria Franchetti.
- Affreschi di San Simon, 1549, Vallada Agordina, Chiesa di San Simon.
- Riposo durante la fuga in Egitto con san Gerolamo, 1550 circa, olio su tela, 83,8 x 99 cm, Londra, Simon Dickinson.
- Venere, Marte e Cupido, 1559-1560, olio su tela, 118 x 130,5 cm, Roma, Galleria Doria Pamphilj.
- Sacra Famiglia e Santa Caterina d'Alessandria, Milano, Chiesa di Santa Maria delle Grazie.
- Sacra Famiglia e San Girolamo, Milano, Chiesa di Santa Maria dei Miracoli.
- Sacra Famiglia con Santa Elisabetta, San Giovannino e San Zaccaria, 1550-1555, olio su tela, 72,2 x 99 cm, Collezione Borromeo, Isola Bella, Stresa.
- Battesimo di Cristo, ??, olio su tela, 110x136 cm, Collezione privata, Asta 2 dicembre 2004, Finarte, Milano.